# ファンタジーキッズリゾート
ファンタジーキッズリゾートは、ファンタジーリゾート株式会社が運営する室内型の遊戯施設（室内遊園地）である。約2,000から4,000平米の空間を利用した施設となっている。

## 沿革
2005年11月に、神奈川県海老名市のショッパーズプラザ海老名（旧ダイエー海老名店）3階に、1号店である「ファンタジーキッズリゾート海老名」をオープン。以来9店舗を展開している。

## 店舗
- 北海道1店舗
- 千葉県2店舗
- 東京都2店舗
- 神奈川県2店舗
- 愛知県1店舗
- 福岡県1店舗